# Peter Tyrgilsson
Peter Tyrgilsson, auch Petrus Torkilsson oder Petrus Thyrgilli (* um 1300; † 8. oder 19. Oktober 1366) war ein schwedischer Bischof und Politiker.
Tyrgilsson wird erstmals 1320 als Vikar in Färentuna erwähnt. Ab 1340 war er Kanzler von König Magnus Eriksson. Ab 1342 war er auch Bischof von Linköping. In dieser Eigenschaft war er Mitglied der dreiköpfigen Kommission, die Authentizität der Offenbarungen der Heiligen Birgitta überprüfte und bestätigte. Vadstena, in dem die spätere Heilige um 1346 auf einem ihr vom König geschenkten Krongut ihr Kloster errichtete, gehörte zur Diözese Linköping. In ihren Offenbarungen (Revelationes, Buch III, Kapitel 12 + 13) wird andererseits explizit der laxe Lebenswandel des Bischofs angesprochen und er wird zur Umkehr gemahnt. 
1351 wurde Tyrgilsson zum Erzbischof von Uppsala ernannt. Er stützte König Magnus II. im Bürgerkrieg, ging aber zu Albrecht von Mecklenburg über, als dieser neuer schwedischer König wurde. Bis zu seinem Tod behielt er seine Ämter.